# مسجد الحسن الثاني
مسجد الحسن الثاني هو مسجد في الدار البيضاء، المغرب. وهو أكبر مسجد في المغرب، والثاني في إفريقيا، والثالث عشر في العالم، تعتبر مئذنة المسجد ثاني أطول مئذنة في العالم بارتفاع 210 مترًا (689 قدمًا). اكتمل بناؤه عام 1993. صممه المهندس المعماري الفرنسي ميشيل بينسو بتوجيه من الملك الحسن الثاني وشارك في بنائه حرفيون مغاربة من جميع أنحاء المملكة. يبلغ ارتفاع المئذنة 60 طابقاً ويعلوها شعاع ليزر يتجه نوره نحو مكة. بني المسجد على نتوء يطل على المحيط الأطلسي، ويمكن للمصلين الصلاة فوق البحر على أرضية غير زجاجية، صنعت جدران المسجد من الرخام المشغول يدويًا وسقفه قابل للسحب. يتسع المسجد لحوالي 105,000 مصل كحد أقصى للصلاة: 25000 داخل قاعة المسجد و80000 آخرين في أرض المسجد الخارجية.
يعتبر المسجد تحفة معمارية إسلامية تجسد الطابع المعماري المغربي الأندلسي، بني نصفه فوق مياه المحيط الأطلسي على الشاطئ الغربي لمدينة الدار البيضاء، ونصفه الآخر على اليابسة، وهو بذلك يعتبر أول صرح ديني إسلامي يبنى على البحر. كما يعد واحدًا من أكبر المساجد في العالم وأجملها، إذ لا يمكن أن تكتمل الجولة السياحة في مدينة الدار البيضاء دون زيارة هذا المعلم الديني والمعماري. يشكل المسجد نقطة جذب للزوار المغاربة والسياح على حد سواء إذ يزوره نحو 300 ألف سائح أجنبي سنويا، كما يحرص المصلون من مختلف المناطق على زيارته خلال شهر رمضان.
استغرق بناء المسجد نحو 50 مليون ساعة عمل شارك فيها أكثر من 11 ألف موظف من مهندسين معماريين وفنيين وعمّال وحرفيين من جميع مناطق المغرب عملوا ليلا ونهارا. أشرف الملك الحسن الثاني شخصيًا على مراحل بنائه بنفسه، وصمم إحدى قبابه التي استعملت لأول مرة في المساجد المغربية، اتخذ الملك الحسن الثاني للمسجد شعارًا من قول لله في سورة هود ﴿وَكَانَ عَرْشُهُ عَلَى الْمَاءِۦۚ﴾ [هود:7]، كما ساهم المغاربة في بناءه عبر اكتتاب وطني عام.
ولا يقتصر المسجد على كونه مكانا للصلاة والتعبد فقط، بل خصص الجانب الشرقي منه لاستحداث مدرسة لعلوم القرآن، لتعليم العلوم الشرعية واللغوية، على نهج ما كان يدرس في جامعة القرويين. كما يضم المسجد مكتبة عمومية تقدم خدماتها للقراء إلى جانب متحف يضم أهم المواد والصناعات التقليدية التي استخدمت في بناء المسجد.

## الموقع
يقع المسجد في شارع سيدي محمد بن عبد الله في مدينة الدار البيضاء، على بعد نحو 20 دقيقة سيرا على الأقدام عن محطة قطار (الدار البيضاء-الميناء).

## تاريخ
بدأت التحضيرات لبناء المسجد بعد وفاة الملك محمد الخامس عام 1961. طلب الملك الحسن الثاني من أفضل الحرفيين في البلاد المشاركة وتقديم خطط لإنشاء ضريح تكريما للملك الراحل. في عام 1980 وأثناء احتفالات عيد ميلاده، أوضح الحسن الثاني طموحاته في إنشاء نصب تذكاري واحد في الدار البيضاء قائلًا:
| مسجد الحسن الثاني | أريد أن يشيد على حافة البحر صرح عظيم لعبادة الله، مسجد تهدي مئذنته جميع السفن القادمة إلى الغرب إلى طريق الخلاص، الذي هو طريق الله.. أريد أن أبني المسجد على الماء، كما أردت أن يكون المصلي فيه والداعي والذاكر والشاكر والراكع والساجد محمولا على الأرض، ولكنه أينما نظر يجد سماء ربه وبحر ربه | مسجد الحسن الثاني |

في 11 تموز 1986 وضع الملك الحسن الثاني بحضور العلماء وطلبة الكتاتيب القرآنية وبعض رجالات المغرب حجر الأساس معلنًا عن بدأ عمليات البناء. وفي 9 تموز 1988 أعلن الملك الحسن الثاني بمناسبة يوم الشباب عن بدأ عملية الاكتتاب الوطني لبناء المسجد، طالبًا من المغاربة أن يتبرعوا لبناء المسجد ولو بدرهم واحد، لكي يكون لهم الفضل فيه ويعود ثواب بنائه عليهم.
في 21 تموز من العام نفسه، افتتح الملك الحسن الثاني الاكتتاب العام في قصره الملكي في مدينة الصخيرات، مقدما هبة مالية بقيمة 4 ملايين درهم (نحو 400 ألف دولار) كما وقع شيكات أخرى بأسماء عدد من أفراد الأسرة الملكية.
استمر الاكتتاب 40 يوما شارك فيه نحو 12 مليون مواطن مغربي، صدر لكل منهم إيصال بمبلغ اكتتابه، وشهادة تذكارية عليها صورة المسجد. أعلنت وزارة الأوقاف والشؤون الإسلامية لاحقًا أن مجموع التبرعات العامة للمغاربة بلغ نحو 30 مليون درهم (3 ملايين دولار).
بدأت أعمال البناء في 12 يوليو 1986 واستغرقت سبع سنوات. كان من المقرر الانتهاء من البناء في عام 1989 استعدادًا للإحتفال بميلاد الملك الحسن الثاني الستين. خلال ذروة أعمال البناء عمل 1400 عامل خلال النهار و 1100 خلال الليل، كما شارك 10 آلاف فنان وحرفي في بناء وتجميل المسجد وزخرفته. ومع ذلك لم تنتهي أعمال البناء في الموعد المحدد مما أدى إلى تأخير الافتتاح. حدد الافتتاح الرسمي لاحقًا ليكون الحادي عشر من ربيع الأول من عام 1414 هـ الموافق 30 أغسطس 1993 والذي صادف أيضًا عشية ذكرى مولد النبي محمد.

## التصميم
صمم المسجد المهندس المعماري الفرنسي ميشيل بينسو وهو واحد من الذين استقدمهم الملك الحسن الثاني إلى المغرب للعمل على تصميم عدد من القصور الملكية وغيرها من المباني في البلاد. صمم بينسو المسجد بعد أن قضى سنوات في دراسة العمارة الإسلامية المغربية وعاش في الدار البيضاء لأكثر من 20 عاما. بني المسجد من قبل مجموعة بويج الفرنسية (Bouygues) على مساحة إجمالية تبلغ 90 مترًا مربعًا. تكفلت بإدارة المشروع المؤسسة المغربية التابعة لها بيمارو.
ذكر بينسو في مقابلة تلفزيونية أجريت معه عام 1993 أنه استوحى تصميم المسجد من 3 مصادر وهي جامع الكتبية في مراكش، والجزء القديم من مسجد حسان في الرباط، والجامع الكبير في إشبيلية.

## البناء والعمارة
يضم المسجد قاعة للصلاة وأخرى للوضوء، دورة المياه، مدرسة قرآنية، مكتبة ومتحفًا. بالإضافة إلى تلبيسة بزخارف «الزليج» أو فسيفساء الخزف الملون على الأعمدة والجدران وأضلاع المئذنة وهامتها والحفر على خشب الأرز، الذي يجلِّد صحن المسجد وأعمال الجبص المنقوش الملون في الحنايا والأفاريز.
تتسع قاعة الصلاة بمساحتها الـ20,000 م² لـ25,000 مُصل إضافة إلى 80,000 مصل في الباحة. يتوفر المسجد على تقنيات حديثة منها السطح التلقائي (يفتح ويغلق آليّاً) وأشعة الليزر يصل مداها إلى 30 كلم في إتجاه مكة المكرمة.
استعملت التقنية إلى أقصى الحدود خدمة لصناعة البناء وللصناعة التقليدية المغربية ويقدر ذلك بـ 2,500 عامل و10,000 صانع تقليدي و50,000 ساعة عمل. وهكذا فإن رافعة الأثقال التي تعتبر أعلى رافعة في العالم قد صيغت لتتناسب مع العلو الكبير للمئذنة ذات الفانوس والجامور اللامعين، البالغ ارتفاعها مائتي متر. واستعمل اسمنت ضوعف مفعوله أربعة مرات لدعم نفق تحت المانش ولكن لإقامة مئذنة لا مثيل لها.
تأثر تصميم المسجد وزخرفته الجميلة بجامع القرويين بفاس، ذلك الجامع الذي يبلغ من العمر أكثر من ألف سنة، كما أنه يرث كثيرًا من رونق صومعة حسان بالرباط، والكتبية بمراكش، والخيرالدة بإشبيلية وجميعها أقامها السلطان الموحدي يعقوب المنصور. وتشترك المدارس المرينية مع مسجد الحسن الثاني في توفر كل منهما على خزانة. لكن المتحف الذي يعتبر امتداداً للخزانة يجعل منه مركباً ثقافياً حقيقياً يضفي ثراء على مجموع البناية وهي تؤدي رسالتها الدينية. ويرتبط مسجد الحسن الثاني بالعنصر البحري الذي يضفي عليه طابعاً خاصًا مع التركيز على إشعاع الإسلام في كل من المحيط الأطلسي والبحر الأبيض المتوسط،

### المئذنة
يتميز المسجد بمئذنة ذات طابع معمار مغربي أندلسي يبلغ ارتفاعها 200 متر، مما يجعلها واحدة من أعلى المعالم الدينية في العالم، زودت المئذنة بمنارة كما تضم 3 كرات ذهبية بارتفاع 15.5 متر، ويشع منها ضوء ليزر يبلغ مداه 30 كيلومتر، كما تستخدم في الوقت ذاته كمنارة للسفن القادمة إلى ميناء الدار البيضاء.
أثناء زيارة الملك الحسن الثاني لموقع البناء، لاحظ بأن حجم المئذنة لا يتناسب مع حجم المسجد، فطلب من الشركة المسؤولة عن الأشغال رفع المئذنة بمقدار 25 مترًا إضافيًا مما استدعى استخدام مواد البناء جديدة تكون قادرة على تحمل الوزن الإضافي الناتج عن زيادة الإرتفاع.
زينت واجهة المئذنة بأشكال زخرفية من الحجر الجيري الروداني، وبعجينة زجاجية خضراء فسيفسائية الشكل مصنوعة من التيتانيوم ومثبتة على إطارات من الفولاذ المقاوم للصدأ. تبلغ مساحة قاعدة المئذنة 625 متر مربع، وتحتوي على مصعد يتسع لـ 12 شخص يمكنه الوصول إلى قمة المئذنة في أقل من دقيقة.

### المتحف
دُشن المتحف في أكتوبر 2012 في عهد الملك محمد السادس على مساحة تناهز 3160 متر مربع، يضم المتحف أهم المواد والصناعات التقليدية التي استخدمت في بناء المسجد، بالإضافة إلى مجموعة من القطع المنتقاة بعناية من قبل الصناع الحرفيين أثناء بناء هذا المعلم التاريخي.

## أعمال الترميم

صورة للمسجد تظهر نصفه المبني على البحر

في فبراير عام 2004 أي بعد 10 سنوات من افتتاح المسجد، تضرر الهيكل الخرساني للمسجد نتيجة التعرض للمياه المالحة من المحيط الأطلسي، إذ تقع نصف أساسات المسجد في البحر، كما ظهرت بعض الشقوق والتصدعات في بعض أركان المسجد على الواجهة البحرية.
بدأت أعمال الترميم التي قامت بها شركة بويغ الفرنسية على 4 مراحل وانتهت في آب 2008 بكلفة إجمالية بلغت 10 ملايين يورو. استخدم في هذا العمل 1300 طن من الصلب المقاوم للصدأ، مع خرسانة عالية الجودة لجعل الهيكل مقاوما للكلوريد.

## جوائز وأرقام قياسية
- احتل المسجد المركز الأول في قائمة أجمل 10 مساجد في العالم التي أصدرتها وكالة سيفيتاتيس السياحية عام 2022.[5]
- احتل المسجد المركز الرابع كأجمل مسجد في العالم في عام 2014 بعد المسجد الحرام والمسجد النبوي والمسجد الأقصى بحسب موقع "ووندر ليست" المتخصص في وضع أحسن القوائم عبر العالم.[5]
- في عام 2013؛ دخلت منارة المسجد موسوعة غينيس للأرقام القياسية كأطول منارة في العالم.[5]
- في عام 2015؛ أعتبر المسجد كأحد أفضل مساجد العالم إلى جانب مساجد أخرى بدول عربية وإسلامية بحسب تصنيف صحيفة ديلي ميل البريطانية.[5]

## معرض الصور

المسجد ليلاً
المسجد نهاراً
إحدى قاعات المسجد
المسجد من الداخل
فتاة تتأمل الأقواس المعمارية للمسجد